# 湯田温泉白狐まつり
湯田温泉白狐まつり（ゆだおんせんびゃっこまつり）は、山口県山口市の湯田温泉で毎年4月第一土日曜日に開催されるイベント。

## 概要
白狐が権現山の麓の寺の境内の池で傷を癒していたのを村人が不思議に思い調べたという開湯伝説を持つ、湯田温泉の湧出に感謝する祭りで、1949年に当時の湯田温泉旅館組合の役員が中心となってスタートした。
湯田温泉神社において神事がとりおこなわれた後、井上公園近辺及び湯の街街道（県道宮野大歳線）を中心に総踊り・白狐パレード・白狐たいまつ行列等が行われる。当初は3日間の開催で行列の出発点も竪小路の八坂神社だった。